# Cahon
Cahon település Franciaországban, Somme megyében. Lakosainak száma 221 fő (2022. január 1.). Cahon Cambron, Miannay, Quesnoy-le-Montant és Saigneville községekkel határos.

## Népesség
A település népességének változása:
| Lakosok száma | 214  | 201  | 205  | 199  | 202  | 205  | 208  | 208  | 221  |
|               | 2013 | 2015 | 2016 | 2017 | 2018 | 2019 | 2020 | 2021 | 2022 |